# Giang An
Giang An (chữ Hán: 江安县 Hán Việt: Giang An huyện) là một huyện của địa cấp thị Nghi Tân, tỉnh Tứ Xuyên, Cộng hòa Nhân dân Trung Hoa. Huyện này có diện tích 910 km2, dân số năm 2002 là 540.000 người. Địa hình huyện Giang An chủ yếu là đồi núi, điểm cao nhất nằm ở phía nam huyện với độ cao 1 km, điểm thấp nhất có cao độ 236,3 m. Các sông chính chảy qua huyện này có Trường Giang và Đà Giang. Tỷ lệ che phủ rừng rậm của Giang An đạt 29,8% diện tích.
Huyện này được chia ra thành các đơn vị hành chính gồm 15 trấn, 4 hương:
- Trấn: Giang An, Hồng Kiều, Tỉnh Khẩu, Di Lạc, Lưu Kinh, Để Phùng, Vạn Lý, Ngũ Khoáng, Đồng Tử, Nghinh An, Thiết Thanh, Thủy Thah, Đại Tĩnh, Tịch Giai Sơn, Tứ Diện Sơn.
- Hương: Đại Diệu, Phiền Long, Lâm Bá, Nhân Hòa.